# 離婚妻探偵
『離婚妻探偵』（りこんづまたんてい）は、2006年から2009年までTBS系「月曜ゴールデン」で放送されたテレビドラマシリーズ。全2回。主演は杉田かおる。
花、百合、みずきの3人はともバツイチである。悪徳探偵に金を騙し取られたのがきっかけで3人は出会い、どうせなら自分たちで離婚に悩む女性を救おうと、 浮気調査専門の探偵事務所『離婚妻探偵社』を立ち上げる。

## キャスト

### 離婚妻探偵社
藤崎花
演 - 杉田かおる
所長。元ヤンキー。離婚した元夫は岩倉裕司。
栗原みずき
演 - 雛形あきこ
元夫は歌舞伎町のホスト。
馬絹太一
演 - 石井智也
アルバイト調査員。
高柳百合
演 - 沢田亜矢子
ダンス教室に通っている（第2作）。

### ゲスト
★（依頼人）
第1作「浮気調査の潜入先は…死を呼ぶお見合いパーティー! 浮気夫を待つ妻に愛人殺し容疑が…母さんを助けて! 息子の依頼にバツイチ探偵が立ち上がる」（2006年）
- 岩倉裕司（高円寺警察署 刑事・花の元夫） - 石原良純
- 木内健吾（バイト社員） - 小橋賢児
- 遠山隆文（印刷会社社長） - 金山一彦
- 遠山美香子（遠山の妻・遠山の浮気調査を依頼する） - 国生さゆり ★
- 杉浦智也（無職） - 岡本竜汰
- 吉沢理恵（派遣社員） - 宗政美貴
- 藤崎沙理菜 - 水田萌木
- 藤崎唯（花の娘） - 鎗田千裕（子役）
- 遠山誠（遠山と美香子の息子） - 太田力斗（子役）
- OL - 伊藤雅子、助川絵里奈
- 上原由香理（社長令嬢） - 木地谷厚子
- 隣人 - 深見亮介
- 貴子 - 国吉梨那
- ダンディ坂野、ザ・たっち、本村健太郎、庄司麻衣、池田良、江戸松徹、薬師寺順、伊藤克信、井坂彰吾、鈴木悦子、景山聖子、長崎俊也、栃原りえ、佐藤衿香、味岡諒磨、ラヴ

第2作「熟年離婚に秘められた連続殺人の謎! 愛憎渦巻くダンス教室に仕組まれた復讐トリック…女バツイチ探偵が暴く美人妻の悲しい真実とは」（2009年）
- 森谷良美（森谷の妻） - 烏丸せつこ ★
- 茂田祐司（ダンス教室オーナー） - 吉満涼太
- 城ヶ崎誠（ダンス講師） - 乃木涼介
- 茂田綾乃（恵美子の連れ子） - 大西麻恵
- 坂本美奈子（坂本の妻） - 若林志穂
- 茂田絵里（茂田の妹・城ヶ崎の婚約者） - 鈴木智絵
- 坂本賢治（渋谷南警察署 刑事） - 木下ほうか
- 山田（刑事） - つぶやきシロー
- 木原（刑事） - 泉知束
- 茂田恵美子（茂田の妻・2年前転落死） - 唐木ちえみ
- 森谷明弘（花の高校時代の恩師） - 前田吟

## スタッフ
- 脚本 - 高橋美幸
- 監督 - 児玉宜久
- プロデューサー - 渡辺良介（大映テレビ）
- 制作 - 大映テレビ、TBS

## 放送日程
| 話数 | 放送日         | サブタイトル | 脚本     | 監督     | 視聴率 |
| ---- | -------------- | --- | -------- | -------- | ------ |
| 1    | 2006年11月27日 | 浮気調査の潜入先は…死を呼ぶお見合いパーティー! 浮気夫を待つ妻に愛人殺し容疑が…母さんを助けて! 息子の依頼にバツイチ探偵が立ち上がる | 高橋美幸 | 児玉宜久 | 13.7%  |
| 2    | 2009年06月15日 | 熟年離婚に秘められた連続殺人の謎! 愛憎渦巻くダンス教室に仕組まれた復讐トリック… 女バツイチ探偵が暴く美人妻の悲しい真実とは         | 高橋美幸 | 児玉宜久 | 10.4%  |

- 視聴率はビデオリサーチ調べ、関東地区・世帯